# طفولة الكون

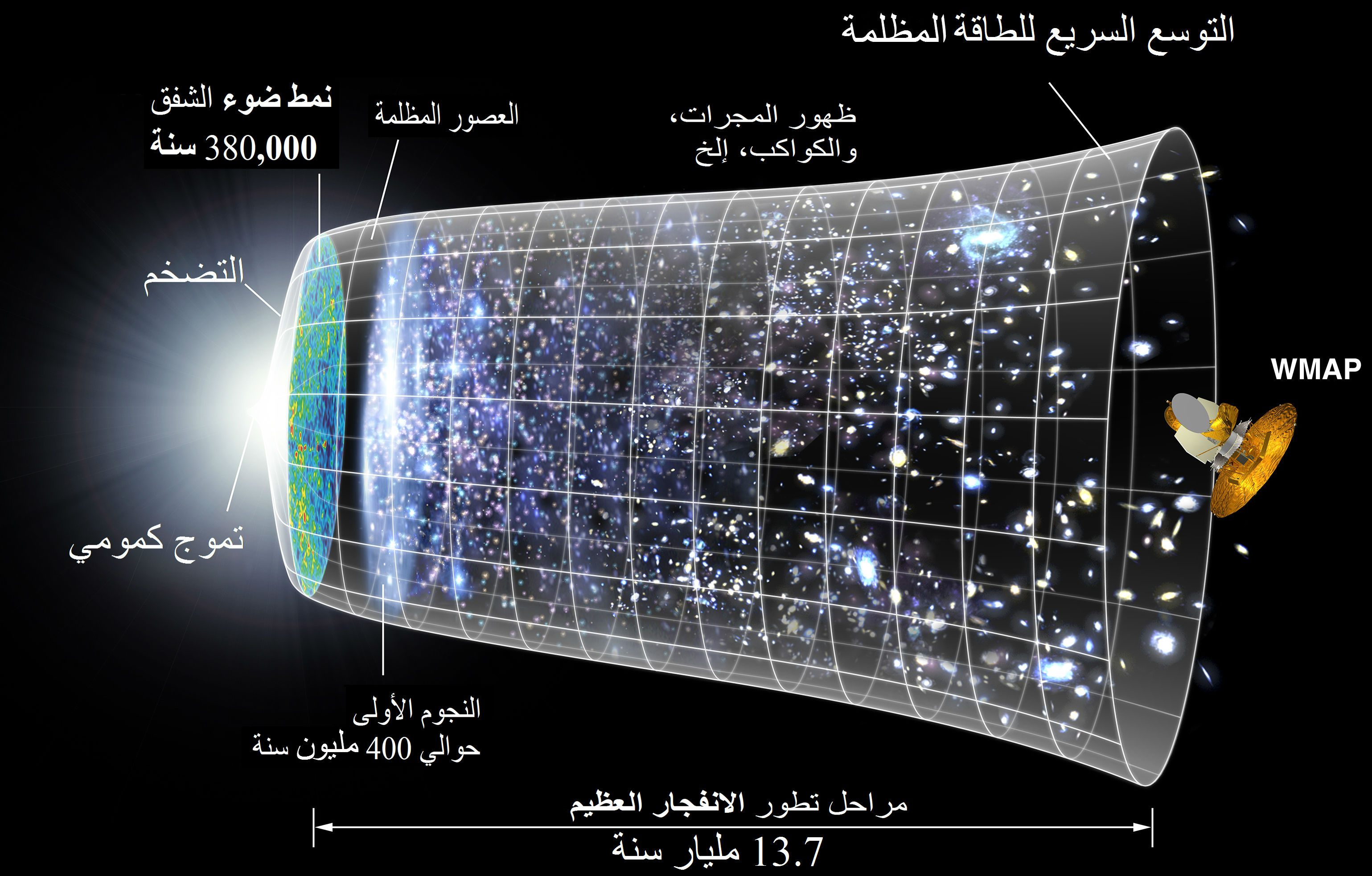
في هذا الشكل, بداية الزمن إلى اليسار حيث يبدأ الكون في نقطة ويزداد الزمن إلى اليمين ويتوسع الكون. عند أي زمن نرى الكون في هيئة شريحة دائرية رقيقة في هذا الشكل.

بدأ الكون بانفجار عظيم (Big bang). وهذا الانفجار من شدته جعل الكون في حركة دائمة ما زالت حتى اليوم. لكن العلماء ليسوا متأكدين ما إذا كان الكون سيتوقف توسعه أم سيتوقف ويبدأ في الانكماش ثانيا.الشواهد تدل على توسعه وزيادة سرعة توسعه. ولايعرف ماذا كان عليه هذا الكون قبل مولده منذ 7و13 مليار سنة. ففي حوالي الجزء 10−43 من الثانية كانت المادة الموجودة حالياً في الكون مركزة بكثافة عالية جداً وكان قطر الكون ككل 10−33جزءا من السنتيمتر وهو أصغر من نواة الذرة (قطر النواة يبلغ 10−13 سنتيمتر) بمليارات المليارات من المرات.فعندما بلغت درجة الحرارة 1015 كلفن بعد 10−9 ثانية أصبح الكون مكونا من كواركات ولبتونات وفوتونات؛ وهي جسيمات صغيرة جدا أصغر كثيرا من البروتون. ومع استمرار تبريد الكون اتحدت الكواركات لتكوين البروتونات (يتكون البروتون من ثلاثة أنواع من الكواركات) والنيوترونات (يتكون النيوترون من ثلاثة أنواع أخرى من الكواركات). . وعندما أصبح الزمن ثانية واحدة، كانت درجة حرارة الكون لا تزال أكثر من 10 مليارات درجة مئوية (أي نحو 1000 مرة أعلى من درجة حرارة مركز الشمس) ويتكون معظمه من فوتونات وإلكترونات ونيوترينوات neutrinos ، وهي جسيمات خفيفة للغاية لاتتأثر إلا بالقوة النووية الضعيفة. وعندما انخفضت درجة الحرارة إلى أقل من 10 مليارات درجة، أصبحت البروتونات حوالي سبعة أضعاف النيترونات. بعد ذلك وباستمرار تمدد الكون الناشيء وانخفاض درجة حرارته اصطادت بروتونات إلكترونا (وهو أحد اللبتونات وذو شحنة كهربية سالبة) وبذلك نشأت ذرة الهيدروجين. أصبحت الغالبية العظمى من ا لذرات من الهيدروجين. وفي نفس الوقت اتحدت بروتونات ونيوترونات (كل اثنين من نفس النوع) مع بعضها البعض مكونة نواة ذرة الهيليوم. وتدل الشواهد الفلكية وحسابات الفيزيائيين أن نسبة الهيدروجين كانت نحو 75% ونسبة الهيليوم نحو 23% من تلك المادة الكونية الأولى ونسبة 1% فقط من عناصر أثقل.

## الدقائق الأولى
لما أصبح الزمن دقيقتين من بداية الكون ودرجة الحرارة حوالي المليار درجة، بردت البروتونات والنيوترونات واتحدت معا مشكلة نوى ذرية لعنصري الهيليوم والدوتريوم الموجودين حاليا. وكانت كثافة الكون منخفضة جدا مما أدى لتكوين عناصر أثقل ّ بدمج نيوترون إلى نواة الهليوم التي تحتوي علي بروتونين ونيوترونين. وبعد الدقائق الثلاث اظهرت النوى وبعد ثلاثمائة ألف سنة ولدت الذرات الأولى، وانخفضت درجات الحرارة إلى 3000 كلفن وتكونت بعد الثلاثة دقائق الأولى من عمر الكون ذرات الهيدروجين. وبعد برودة الكون ظهرت الذرات المتعادلة neutral atoms وتجمعت مكونة غيوماً غازية أشبه بالضباب الكثيف. ومنذ حوالي عشرة مليارات سنة ظهرت النجوم الأولى داخل زوابع هائلة من الغبار تنصهر داخلها ذرات الهيدروجين والهيليوم التي تولدت منها العناصر الثقيلة بعد مليارات السنين.ولما بلغ الكون خمس حجمه الحالي تشكلت المجرات الفتية young galaxies من مجموعة من النجوم. ولما بلغ الكون نصف حجمه الحالي ولدت التفاعلات النووية في النجوم كل العناصر الثقيلة التي تكونت منها الكواكب الأرضية حولها. ولما بلغ ثلثي حجمه الحالي تكونت منظومتنا الشمسية.

## كون مسطح
إن وصف الكون بأنه مسطح يعني أن القواعد التقليدية للهندسة تنطبق عليه، إذ يسافر الضوء في خطوط مستقيمة وليست منحنية لكن ألبرت إينشتاين قال: إن كوننا محدب؟.لكن علماء الفلك منذ بعض الوقت يقولون أن الكون يتخذ شكلا مسطحا حسب خريطة خلفية الموجات الكونية متناهية الصغر التي صممها فريق دولي يرئاسة البروفيسور الإيطالي باولو دي بيرنارديس باستخدام مقراب حساس للغاية علق في منطاد هوائي على ارتفاع أربعين ألف متر فوق القطب الجنوبي. وقد أتم المنطاد رحلته فوق القارة المتجمدة يناير عام 1999. ونشرت نتائج الدراسة مجلة نيتشر العلمية. وفيها أن الكون مسطح في ظل كثافة عالية وأنه لن ينهار إلى قطع صغيرة

## أقدم ضوء
اكتشف مؤخرا اشعاع الموجة الصغرى الكونية (Cosmic Microwave Background.)CMB حيث المايكرويف موجة كهرومغناطيسية قصيرة جدا. ويطلق أيضا علي اشعاع الموجة الصغرى الكونية، أشعة الخلفية الكونية CBR(Cosmic Background Radiation), التي تتكون من "أقدم ضوء" في الكون، وهو حولنا في كل مكان وقادم من زمن بعد الانفجار الكبير (Big bang) بـ 380 ألف سنة. فالخصائص المتباينة لخلفية الموجة الصغرى الكونية تكشف ملامح نشوء الكون. وكان الساتل (القمر الصناعي)(كوب) (مكتشف الخلفية الكونية) التابع لوكالة الفضاء الأمريكية قد أطلق عام 1989. لاكتشاف هذه الخلفية الكونية التي تعتبر صدى" الانفجار العظيم. حسب نظرية تقول بأن الكون نشأ عن انفجار هائل قبل حوالي 14 مليار عام. حيث ساهم في الحصول على أول قياسات دقيقة لخلفية الموجة الصغرى الكونية. والتي أطلق عليها "صدى" الانفجار العظيم، عندما نشأ الكون عن انفجار هائل قبل حوالي 14 مليار عام. واعتبر العلماء أن خلفية الموجة الكونية الصغرى عبارة عن الإشعاع الذي تكون عندما برد الكون لدرجة أوجدت ذرات الهيدروجين. فقبل هذا الوقت كان الكون شديد السخونة. فلو كان قد حدث "تزاوج" بين المادة والإشعاع وقتها لأصبح الكون معتما وغير شفاف. فالذبذبات التي سجلها القمر الصناعي كوب في الخلفية الاشعاعية للموجة الكونية الصغرى ترجع إلى المراحل الأولى التي تكون منها الكون. حبث ظهرت بذور المجرات في شكل سحب هائلة من الغاز الساخن الذي تشكل منه الكون المبكر وقتها. وقاس القمر كوب درجات حرارة هذه الخلفية الاشعاعية (2.725 درجة فوق الصفر المطلق) عن طريق الطيف الالكترومغناطيسي. ف"خلفية الموجة الصغرى الكونية" تعد "أقدم ضوء" في الكون، وهو حولنا في كل مكان وهو قادم من زمن يلي الانفجار الكبير بـ 380 ألف سنة. وخلفية الموجة الكونية الصغرى هي الإشعاع الذي تكون عندما برد الكون لدرجة أمكن معها تواجد ذرات الهيدروجين. ويقول البروفسور لارس برجستروم، عضو لجنة نوبل للفيزياء، إن اكتشاف خلفية الموجة الصغيرة الكونية يحتوي على قدر هائل من المعلومات عن منشأ ومصير الكون. ويمثل انجازا هاما باتجاه فهم أعمق للكون الوليد. ولاسيما وانها تتكون طاقة أكبر من أي مصدر اشعاعي آخر بالكون ومفهوم الانفجار الكبير لم يكن واضحا للفلكيين لكن اتضح من خلال الاكتشافات التي تجمعت من النظريات والملاحظات طوال القرن العشرين لتفسير نشوء الكون حسب الفرضيات التي بينت تمدد الكون ووفرة الهيليوم والديتريم deuterium والأشعة الكونية الخلفية.وفي عام 1970 كان واضحا أن الموجة الصغري الكونية ساخنة من ناحية وباردة من الجانب الآخر العكسي وهذا الاختلاف في درجة الحرارة يطلق عليه ثنائي القطب "dipole".

## إبطاء الضوء
يقول العلماء إن القوانين الأساسية قد تكون عرضة للتغيير مع تقدم عمر الكون. وهذا الافتراض العلمي الجديد حول نظريات حديثة مثيرة للجدل. سيعيد النظر في الثوابت كثبات سرعة الضوء. ويقول رئيس فريق البحث العالم جون ويب، في جامعة نيوساوث ويلزالأسترالية، أن سرعة الضوء قد اختلفت عند وصولها إلى الأرض. وأنه ربما كانت هناك أبعاد أخرى في الكون لا نعرف عنها شيئا. ويستند فريق العلماء في افتراضهم إلى تجارب مراقبة الضوء من خلال جرم شبيه بنجم لامع يبث طاقة تزيد عشرة تريليونات مرة عما تبثه الشمس في الثانية الواحدة، ويمر عبر سحابة امتصت الضوء القادم من شبيه النجم، بعض المواد الموجودة بها كالمغنيسيوم والزنك والهيدروجين، وقارن العلماء نتائج هذا الامتصاص مع منظور على الأرض فظهرت اختلافات ضئيلة غير مفسرة. فقد تكون سرعة الضوء قد اختلفت عند وصولها إلى الأرض التي تبعد تريليونات التريليونات من الكيلومترات عن السحابة، وهي مسافة لا يمكن تخيلها
فقد تمكن العلماء أخيرا من إبطاء سرعة الضوء، حتى وصل نقطة الصفر في الحركة، كما نجحوا في تخزينه وإطلاقه من جديد. فالضوء إنه أسرع ما في الكون، إذ يسير بسرعة 297 ألف كيلومتر في الثانية، ويبطئ قليلا عند مروره ببعض عناصر المادة مثل الزجاج والماء مما ينتج عنه ظاهرة انكسار الضوء، وهي الأساس في تصنيع وقياس العدسات.و العلماء قد تمكنوا بنجاح من إيقاف حزمة من الضوء بعد أن أدخلوها في غرفة غازية صغيرة خاصة. وقاموا بتبريد غاز مكون من ذرات الصوديوم المحتجزة مغناطيسيا عند درجة قريبة جدا من الصفر المطلق (يعادل - 273 درجة مئوية)
وهذه خطوة تمهد السبيل أمام تطوير أجهزة الكومبيوتر والاتصالات لتعمل أكثر كفاءة. وكانت الدكتورة ليني فسترجارد هاو من جامعة هارفرد الأمريكية قد فاجأت العالم منذ عامين عندما نجحت في إبطاء سرعة الضوء لتصل ستين كيلومترا في الساعة من خلال تمريره عبر صوديوم مثلج، ثم نجحت في إبطائه ليصل إلى نحو كيلومتر وستة أعشار في الساعة، أي أبطأ من سرعة سير الإنسان العادي.

## العصور المظلمة
عمر الكون من 10 – 20 مليار سنة وكان الكون الأولي حارا جدا وكثيفا وكان أشبه بحالة جسيم في معجل accelerator أو مفاعل نووي. فالكون كلما كان يتمدد كان يبرد. لهذا متوسط الطاقة لمكوناته من الجسيمات تقل بالزمن. فكل الجسيمات العالية الطاقة كانت قد تولدت خلال الثلاث دقائق الأولى. حيث في هذا الوقت كانت المكونات الأساسية للكون قد تكونت بما فيها العناصر العالية والأشعة.
و تعتبر الثقوب السوداء نهاية تطورية للنجوم وكتلتها 10 – 15 كتلة الشمس. فلو أن نجما كبيرا انفجر سيخلف وراءه مستعرا أعظم supernova وكتلة محترقة هائلة من بقايا النجم والبقايا سوف تتقلص على ذاتها بفعل الجاذبية وكانت وكالة الطيران والفضاء الأمريكية (ناسا) قد أطلقت مركبة سويفت من قاعدة كيب كارنيفال بولاية فلوريدا الأمريكية. لتتبع ودراسة أقوى الانفجارات في الكون منذ الانفجار الكوني الكبير. والعلماء بواسطة تليسكوب يعمل بالأشعة السينية وآخر يعمل بالأشعة فوق البنفسجية سيتعرفون على ميلاد الثقوب السوداء التي تظهر نتيجة نفاد طاقة نجم فيقوم باجتذاب كل المواد من حوله حيث تندفع إلى مركز الثقب الأسود بسرعة كبيرة وتشير النظرية إلى أن نجما عملاقا متوسط العمر قد يشهد انهيارا كارثيا من الداخل عندما لا تكفي التفاعلات النووية في قلبه لدعم كتلته. فمعظم هذه الانفجارات يقع على مسافة هائلة من الأرض، ويأمل العلماء أن يتمكنوا من دراستها من أجل فهم طبيعة النجوم الأولى التي لمعت في سماء الكون المترامي وقال بروفيسور آلان ويلز، من جامعة ليسيستر: "إذا حدث انفجار مشابه في مكان قريب نسبيا من كوكبنا، فسوف ينتج قدرا من أشعة غاما قد يصل بكميات كبيرة إلى سطح الأرض".مما يؤدي إلى الإضرار بالحياة الطبيعية على كوكب الأرض نتيجة الأشعة والجزيئات الكونية التي ستضرب الأرض بعد أسابيع، وربما شهور، ولن تبقي على الأرض أي أثر للحياة". لأن هذه الجزيئات تستطيع التخلل إلى أعماق سحيقة تحت الماء وتحت الأرض.

## فوضى كونية
نشرت مجلة (نيتشر) أن علماء فلك أمريكيين توصّلوا لفهم «الفوضى» الأصلية في النظام الشمسي. وما أدّى إلى انفجار النيازك قبل 3.9 مليار سنة، وتكوين أخاديد عميقة يمكن رؤيتها على سطح القمر، وتأخر ظهور الحياة على الأرض، ولماذا انزاح كلّ من الزهرة وزحل عن مداريهما وأصبح مساراهما بيضاويا اليوم، ولماذا يتقاسم الزهرة مداره مع آلاف النيازك التي تتعقبه وتتخطاه حول الشمس.
فّالشمس والكواكب تكوّنت قبل 4.6 مليار سنة، من خلال اصطدام جاذبي لسحابة من الغاز والغبار والجليد. وكانت قوة الجاذبية كافية لدرجة أبعدت الكواكب أورانوس ونبتون وزحل عن الشمس.أدّى هذا التغيّر إلى إطالة الزمن الذي استغرقته هذه الكواكب لإكمال دورتها حول نجمها، وفي لحظة ما، استغرقت دورة زحل ضعف الزمن الذي استغرقه الزهرة لإكمال دورته. وبفعل جاذبيتهما المتبادلة، بدأ الكوكبان في الانزياح عن مداريهما لإكمال دورة بيضاوية يمكن ملاحظتها هذه الأيام.و هذه الظاهرة جعلت كوكبي أورانوس ونبتون أكثر خفّة. مما دفع الكوكبين بطريقة ما إلى خارج النظام الشمسي في حلقة الحطام، مما أدّى إلى انتشاره وانفجار النيازك وتأثيره على الأرض والقمر.

## الانفجارات الكونية
أطلق من قاعدة بايكونور الفضائية في كازاخستان صاروخ روسي يحمل المرصد الأوروبي (إنتيجرال غاما-راي) وهو تلسكوب ضخم يطلق عليه «قناص الثقوب السوداء». حيث سيراقب الثقوب السوداء والنجوم الاصلية والظواهر الفضائية كأشعة غاما، التي تصدر عن طاقة قوية للغاية.نتيجة انفجارات يشاهَد وميضها في السماء بواقع مرة واحدة في اليوم، والتي تختفي في غضون ثواني فقط. ولا يُعرف متى سيقع الوميض ثانية. ومن مهام المرصد إنتيجرال أيضا دراسة كيفية تكوُّين العناصر بالكون ولا سيما عنصرا الهيدروجين والهيليوم الذين تكونا في الانفجار العظيم. على عكس معظم العناصر كالذرات الأثقل من الهيليوم وحتى الحديد التي تشكلت داخل النجوم. فحين ننظر الي كوب ماء فإن الهيدروجين الموجود فيه قد تكوَّن منذ مليارات السنين ابان الانفجار العظيم، لكن الأكسيجين به تشكل في أحد النجوم بالفضاء لينتهي به المطاف في كوب الماء علي الأرض.
وكان العلماء مؤخرا قد شاهدوا بواسطة تلسكوب "سويفت" أبعد انفجار كوني عند حافة الكون المنظور. وكان لأشعة غاما التي تصدر قدرا هائلا من الطاقة الإشعاعية في غضون دقائق تعادل ما تصدره شمسنا خلال 10 مليارات سنة!. وتظهر بشكل مفاجئ من حين آخر في أرجاء الكون. وكانت هذه الانفجارات الإشعاعية قد رصدها عدد من المراصد الأرضية في 4 سبتمبر 2005 واستمرت 3 دقائق. وهذه المراصد منتشرة في أربع قارات. وكان الانفجار إشارة إلى "موت" نجم عملاق تحول إلى ثقب أسود. وكان بعد الانفجار الإشعاعي الأخير عن كوكب الأرض بما يعادل 13 مليار سنة ضوئية. وعلي مسافة أبعد ب 500 مليون سنة ضوئية من أبعد انفجار كوني مسجل من قبل. وهذه نتيجة مذهلة لأنها سوف تمكن علماء الفلك من معرفة المزيد عن الأجرام السماوية وظواهرها على هذه الأبعاد الكونية الهائلة، ومعرفة المزيد عن المرحلة الأولية في عمر الكون. فالانفجار النجمي الأخير جاء من فترة أعقبت تشكل النجوم والمجرات بعد نحو مليار سنة من" الانفجار العظيم الذي كان في بداية نشوء الكون. فدراسة الانفجارات التي تحدث بعيدا بمليارات السنين الضوئية تقع على أطراف الكون المنظور تمكن العلماء من معرفة كيفية تطور الكون بعد نشوئه. ويعتقد العلماء أن النجوم في "طفولة" الكون كانت نجوما أضخم بكثير عن النجوم الموجودة الآن.
وأخيرا... فعلماء الفلك يلهثون بلا كلل ولا ملل ليصطادوا قدرا هائلا من المعلومات عن منشأ ومصير الكون. وليصلوا الي فهم أعمق لهذا الكون الوليد. من خلال الرصد بواسطة الأقمار الصناعية والتلسكوبات الفضائية العملاقة بحثا عن مكنونات الكون وفيزياء النجوم والمجرات. فالجاذبية تجعل كوكبنا في مداره حول الشمس وتثبت اقدامنا لنقف فوق سطحه. والقوة الكهرومغناطيسية تسير حياتنا الحديثة حيث تعطينا الكهرباء التي تولد الضوء وتدير الكومبيوترات والتلفزيونات والتليفونات. وهذا يتطلب منا تغيير فهمنا للفضاء والزمن والمادة. ففي متاهة هذا الكون لعل العلماء فيه يهتدون !!.

## المصدر
مقال بمجلة العلم لأحمد محمد عوف

## اقرا أيضا
- الانفجار العظيم
- خط زمني للانفجار العظيم